# Soldanellonyx chappuisi
Soldanellonyx chappuisi is een mijtensoort uit de familie van de Halacaridae. De wetenschappelijke naam van de soort is voor het eerst geldig gepubliceerd in 1917 door Walter.